# 涧峰村
涧峰村，位于中国浙江省衢州市衢江区莲花镇北部。东邻东湖畈村，南邻五坦村，西邻月山村，北邻峡川镇下叶村。村名源于枧头自然村北面的涧峰。原称枧头村，因古时村民在涧峰以枧接水而得名。主姓徐，次为王、余、方、胡。
村庄古建筑资源丰富，村落历史风貌多样，有雷鼓山、神通寺、赖公山、上摊堰、凤赖墩、涧峰大田畈、护水双峰、水中央墩等涧峰八景。村内有明清时期的古建筑涧峰徐氏宗祠及余氏宗祠，同时也是盛世莲花休闲农业观光园的中心村。
1950年，设文林乡八、九村。1956年，建莲花乡解放三、十四、十五、十七社。1958年，设五坦管理区枧头、董家生产队。1961年，设莲花公社枧头、董家、大墩大队。1982年，因市内重名，枧头改称涧峰。1984年，设行政村，隶莲花乡。1992年，隶莲花镇。2010年5月，行政村调整，董家村、大墩村并入涧峰村。
涧峰村是全国100个特色村庄之一，也是中国首个农民丰收节衢江区系列活动举办点。2019年12月31日，涧峰村入选第二批国家森林乡村名单。